# SN 1987A

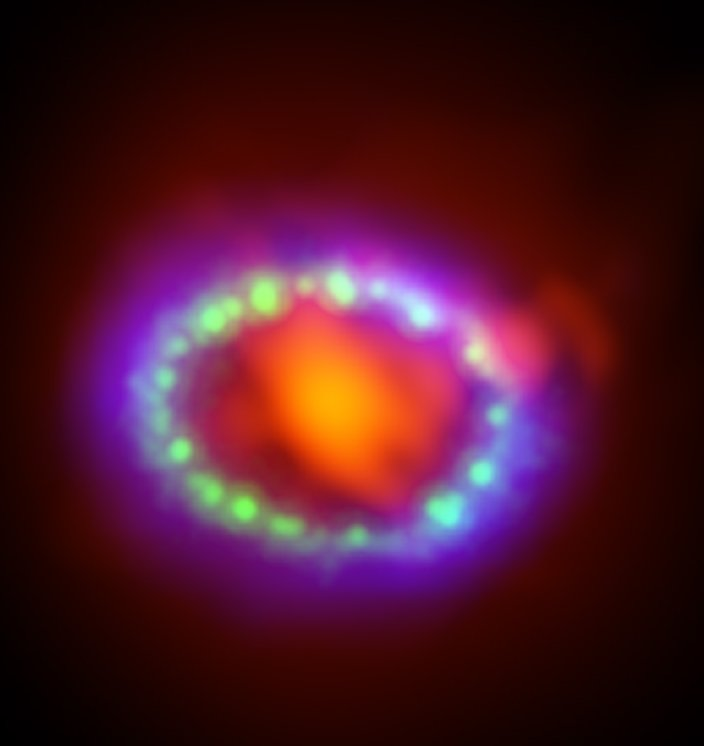
Remanent del SN 1987A visualitzat en capes de llum de diferents espectres

SN 1987A fou una supernova tipus II peculiar i de progenitor B3 supergegant descoberta el 24 de febrer de l'any 1987 per l'Observatori de las Campanas. La supernova va tenir lloc als afores de la nebulosa Nebulosa de la Taràntula (NGC 2070), ubicada al Gran Núvol de Magalhães, galàxia nana propera pertanyent al Grup Local. SN 1987A fou producte de l'explosió de l'estrella Sanduleak -69 202.
SN 1987A implossionà aproximadament a uns 168.000 anys llum (51,4 kiloparsecs) de la Terra, la suficient distància per a ésser observada a simple vista. Fou la supernova més propera a la Terra observada després de SN 1604, la qual va aparèixer directament a la Via Làctia.

## Història
La llum de la supernova SN 1987A arribà a la Terra el 24 de febrer de l'any 1987. Com que fou la primera supernova que es descobrí l'any 1987, per aquest motiu fou designada «1987A». La seva brillantor assolí el seu punt màxim amb una magnitud aparent d'aproximadament 3, disminuint lentament durant els mesos següents. Aquesta fou la primera oportunitat perquè els astrònoms moderns poguessin observar de prop una supernova.
Fou descoberta pels astrònoms Ian Shelton i Oscar Duhalde a l'Observatori Les Campanes, a Xile el 24 de febrer de l'any 1987, fou descoberta també de forma independent per l'astrònom Albert Jones a Nova Zelanda. Al març del 1987 la supernova va ser observada des l'espai per l'observatori espacial Astron, el major observatori espacial de raigs ultraviolat de l'època.

## Restes de la supernova

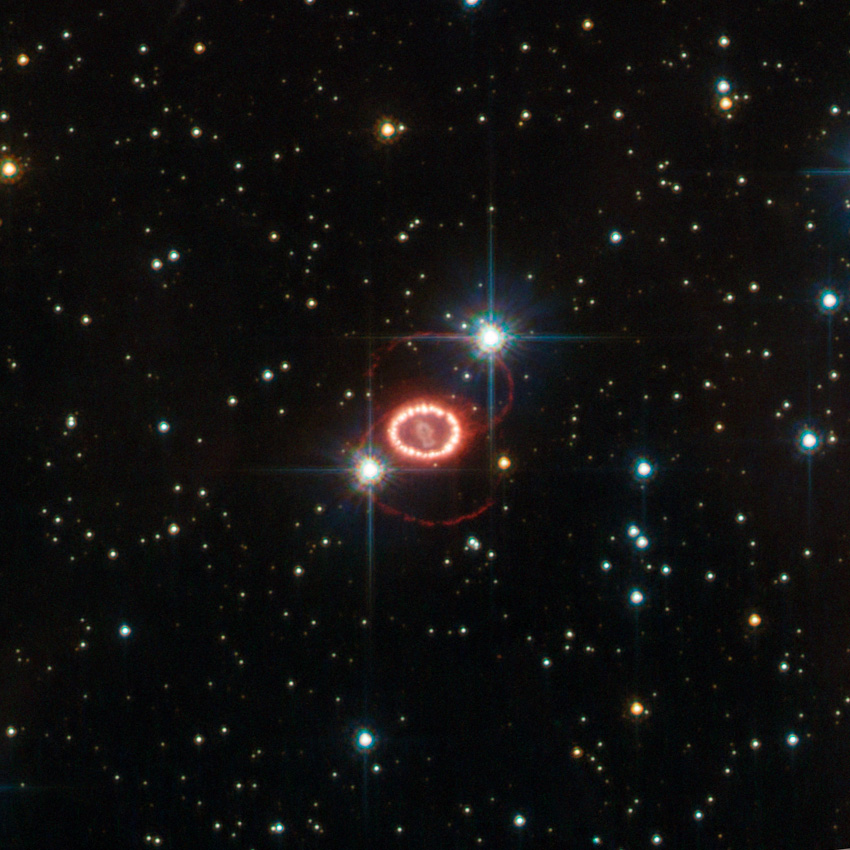
SN 1987A fou una de les supernoves més brillants observades en aproximadament 400 anys.

SN 1987A és, aparentment, una supernova amb col·lapse de nucli, cosa per la qual cap esperar una estrella de neutrons com a romanent. D'ençà que la supernova es va descobrir s'ha cercat el nucli col·lapsat, però encara no s'ha detectat. S'han arribat a considerar dues possibilitats per a explicar l'absència de l'estrella de neutrons: La primera és que l'estrella de neutrons pot estar oculta entre densos núvols de pols i per aquest motiu no és visible. La segona és que després de l'explosió de la supernova, grans quantitats de material varen tornar a caure de nou sobre l'estrella de neutrons, i per això continuà col·lapsant cap a un forat negre. També posseeix uns misteriosos anells, dels quals es desconeix l'origen.